# Poison the Parish
Poison the Parish è l'ottavo album in studio del gruppo post-grunge sudafricano Seether, pubblicato nel 2017.

## Tracce
1. Stoke the Fire – 3:44
2. Betray and Degrade – 4:04
3. Something Else – 3:42
4. I'll Survive – 3:38
5. Let You Down – 4:10
6. Against the Wall – 3:50
7. Let Me Heal – 3:52
8. Saviours – 3:22
9. Nothing Left – 3:36
10. Count Me Out – 3:50
11. Emotionless – 5:21
12. Sell My Soul – 4:17

Tracce bonus - Edizione Deluxe
1. Feels Like Dying – 4:03
2. Misunderstood – 3:47
3. Take a Minute – 4:29

## Formazione
- Shaun Morgan – voce, chitarra
- Dale Stewart – basso, cori
- John Humphrey – batteria, percussioni